# Runaways (serial telewizyjny)
Marvel's Runaways – amerykański serial fantastycznonaukowy na podstawie komiksu o tym samym tytule wydawnictwa Marvel Comics. Serial ten jest częścią franczyzy Filmowego Uniwersum Marvela. 
Produkowany jest przez ABC Signature Studios, Marvel Television i Fake Empire Productions. Twórcami i showrunnerami serialu są Josh Schwartz i Stephanie Savage. W głównych rolach wystąpią: Rhenzy Feliz, Lyrica Okano, Virginia Gardner, Ariela Barer, Gregg Sulkin, Allegra Acosta, Angel Parker, Ryan Sands, Annie Wersching, Kip Pardue, Ever Carradine, James Marsters, Brigid Brannagh, Kevin Weisman, Brittany Ishibashi i James Yaegashi.
Serial rozpoczął swoją emisję w serwisie Hulu 21 listopada 2017 roku. 8 stycznia 2018 roku poinformowano, że został zamówiony drugi sezon serialu, a 24 marca 2019 poinformowano, o zamówieniu trzeciego sezonu, a 18 listopada ujawniono, że trzeci sezon będzie ostatnim.

## Obsada

### Główne role
- Rhenzy Feliz jako Alex Wilder[1]
- Lyrica Okano jako Nico Minoru[1]
- Virginia Gardner jako Karolina Dean[1]
- Ariela Barer jako Gert Yorkes[1]
- Gregg Sulkin jako Chase Stein[1]
- Allegra Acosta jako Molly Hernandez[1]
- Angel Parker jako Catherine Wilder[2]
- Ryan Sands jako Geoffrey Wilder[2]
- Annie Wersching jako Leslie Dean[2]
- Kip Pardue jako Frank Dean[2]
- Ever Carradine jako Janet Stein[2]
- James Marsters jako Victor Stein[2]
- Brigid Brannagh jako Stacey Yorkes[2]
- Kevin Weisman jako Dale Yorkes[2]
- Brittany Ishibashi jako Tina Minoru[2]
- James Yaegashi jako Robert Minoru[2]

### Role drugoplanowe
- Pat Lentz jako Aura[3]
- Heather Olt jako Frances[3]
- Danielle Campbell jako Eiffel[4]
- Ric Sarabia / Julian McMahon jako Jonah[5][6]
- Cody Mayo jako Vaughn Kaye[7]
- DeVaughn Nixon jako Darius Davis[6]

### Role gościnne
- Nicole Wolf jako Destiny Gonzalez[8]
- Zayne Emory jako Brandon[9]
- Timothy Granaderos jako Lucas[9]
- Nathan Davis Jr. jako Andre[10]
- Devan Chandler Long jako Kincaid[11]
- Amanda Suk jako Amy Minoru[9]
- Alex Fernandez jako Flores[9]
- Ryan Doom jako Alphona[12]
- Vladimir Caamano jako Gene Hernandez[13]
- Carmen Serrano jako Alice Hernandez[12]
- Marlene Forte jako Graciela Agurrile[11]

Twórca wielu postaci Marvel Comics, Stan Lee, pojawił się gościnnie w odcinku Przemiana jako kierowca limuzyny.

## Emisja
Pierwszy sezon składający się z dziesięciu odcinków miał swoją premierę w serwisie Hulu 21 listopada 2017 roku. 
Drugi sezon serialu składa się z trzynastu odcinków, a ich równoczesna premiera odbyła się 21 grudnia 2018 roku. 
Trzeci sezon składający się z dziesięciu odcinków zadebiutował w całości 13 grudnia 2019 roku w serwisie Hulu.

### Odcinki

#### Sezon 1 (2017 – 2018)
| №  | Nr | Tytuł                       | Reżyseria          | Scenariusz                         | Premiera (Hulu)   | Premiera w Polsce (Showmax) |
| -- | -- | --------------------------- | ------------------ | ---------------------------------- | ----------------- | --------------------------- |
| 1  | 1  | Spotkanie po latach Reunion | Brett Morgen       | Josh Schwartz Stephanie Savage     | 21 listopada 2017 | 22 listopada 2017           |
| 2  | 2  | Od początku Rewind          | Roxann Dawson      | Josh Schwartz Stephanie Savage     | 21 listopada 2017 | 22 listopada 2017           |
| 3  | 3  | Destiny                     | Nina Lopez-Corrado | Kalinda Vazquez                    | 21 listopada 2017 | 22 listopada 2017           |
| 4  | 4  | Piętnaście Fifteen          | Ramsey Nickell     | Tamara Becher-Wilkinson            | 28 listopada 2017 | 29 listopada 2017           |
| 5  | 5  | Królestwo Kingdom           | Jeffrey W. Byrd    | Rodney Barnes Michael Vukadinovich | 5 grudnia 2017    | 6 grudnia 2017              |
| 6  | 6  | Przemiana Metamorphosis     | Patrick Norris     | Kalinda Vazquez                    | 12 grudnia 2017   | 13 grudnia 2017             |
| 7  | 7  | Załamanie Refraction        | Peter Hoar         | Quinton Peeples                    | 19 grudnia 2017   | 20 grudnia 2017             |
| 8  | 8  | Tsunami                     | Millicent Shelton  | Rodney Barnes Michael Vukadinovich | 26 grudnia 2017   | 27 grudnia 2017             |
| 9  | 9  | Dzień sądu Doomsday         | Jeremy Webb        | Jiehae Park Kendall Rogers         | 2 stycznia 2018   | 3 stycznia 2018             |
| 10 | 10 | Wrogowie Hostile            | Marc Jobst         | Quinton Peeples                    | 9 stycznia 2018   | 10 stycznia 2018            |

#### Sezon 2 (2018)
| №  | Nr | Tytuł                             | Reżyseria           | Scenariusz                     | Premiera (Hulu) | Premiera w Polsce (Showmax) |
| -- | -- | --------------------------------- | ------------------- | ------------------------------ | --------------- | --------------------------- |
| 11 | 1  | Schronienie Gimmie Shelter        | Allison Liddi-Brown | Josh Schwartz Stephanie Savage | 21 grudnia 2018 | 22 grudnia 2018             |
| 12 | 2  | Łączność Radio On                 | Chris Fisher        | Warren Hsu Leonard             | 21 grudnia 2018 | 22 grudnia 2018             |
| 13 | 3  | Dwa zera Double Zeros             | Larry Teng          | Kirk A. Moore                  | 21 grudnia 2018 | 22 grudnia 2018             |
| 14 | 4  | Stara szkoła Old School           | Patrick Norris      | Tracy McMillan                 | 21 grudnia 2018 | 22 grudnia 2018             |
| 15 | 5  | Dno Rock Bottom                   | Scott Peters        | Jake Fogelnest                 | 21 grudnia 2018 | 22 grudnia 2018             |
| 16 | 6  | Kolejny pogrzeb Bury Another      | Ami Canaan Mann     | Ashley Wigfield                | 21 grudnia 2018 | 22 grudnia 2018             |
| 17 | 7  | Ostatnie namaszczenie Last Rites  | James Madigan       | Quinton Peeples                | 21 grudnia 2018 | 22 grudnia 2018             |
| 18 | 8  | Poprzednie życie Past Life        | Anna Mastro         | Kendall Rogers                 | 21 grudnia 2018 | 22 grudnia 2018             |
| 19 | 9  | Wielka szycha Big Shot            | Wendey Stanzler     | Kirk A. Moore                  | 21 grudnia 2018 | 22 grudnia 2018             |
| 20 | 10 | Wrogie przejęcie Hostile Takeover | Jeffrey W. Byrd     | Ashley Wigfield                | 21 grudnia 2018 | 22 grudnia 2018             |
| 21 | 11 | Ostatni walc Last Waltz           | Ramsey Nickell      | Tracy McMillan                 | 21 grudnia 2018 | 22 grudnia 2018             |
| 22 | 12 | Anioł Ziemi Earth Angel           | Stephen Surjik      | Warren Hsu Leonard             | 21 grudnia 2018 | 22 grudnia 2018             |
| 23 | 13 | Rozdzieleni Split Up              | Jeffrey Webb        | Quinton Peeples                | 21 grudnia 2018 | 22 grudnia 2018             |

#### Sezon 3 (2019)
| №  | Nr | Tytuł                   | Reżyseria           | Scenariusz                      | Premiera (Hulu) |
| -- | -- | ----------------------- | ------------------- | ------------------------------- | --------------- |
| 24 | 1  | Smoke and Mirrors       | Larry Teng          | Tracy McMillan                  | 13 grudnia 2019 |
| 25 | 2  | The Great Escape        | Philip John         | Warren Hsu Leonard              | 13 grudnia 2019 |
| 26 | 3  | Lord of Lies            | Allison Liddi-Brown | Kirk A. Moore                   | 13 grudnia 2019 |
| 27 | 4  | Rite of Thunder         | Jeremy Webb         | Russ Cochrane                   | 13 grudnia 2019 |
| 28 | 5  | Enter the Dreamland     | Rob Hardy           | Quinton Peeples                 | 13 grudnia 2019 |
| 29 | 6  | Merry Meet Again        | Vanessa Parise      | Ashley Wigfield                 | 13 grudnia 2019 |
| 30 | 7  | Left-Hand Path          | Katie Eastridge     | Tracy McMillan Kendall Rogers   | 13 grudnia 2019 |
| 31 | 8  | Devil’s Torture Chamber | Jeff Woolnough      | Warren Hsu Leonard Stu Selonick | 13 grudnia 2019 |
| 32 | 9  | The Broken Circle       | Geeta V. Patel      | Russ Cochrane Kirk A. Moore     | 13 grudnia 2019 |
| 33 | 10 | Cheat the Gallows       | Ramsey Nickell      | Quinton Peeples                 | 13 grudnia 2019 |

## Produkcja

### Rozwój projektu
Od 2008 roku w trakcie rozwoju był film Runaways. Przygotowanych zostało kilka scenariuszy, pierwszy autorstwa Briana Vaughana, natomiast drugi Drew Pearcea. Studio nawet zatrudniło na stanowisku reżysera Petera Solletta. W październiku 2014 roku Kevin Feige poinformował, że rozważane jest powstanie serialu na podstawie serii komiksów Runaways zamiast planowanego filmu.
We wrześniu 2016 roku poinformowano, że Josh Schwartz i Stephanie Savage prowadzili od roku rozmowy z Marvel Television dotyczące stworzenia serialu Runaways. W samym miesiącu serwis Hulu zamówił pilot serialu Marvel’s Runways, który ma zostać wyprodukowany przez Marvel Television, ABC Signature Studios i Fake Empire Productions. Za serial mają odpowiadać Schwartz i Savage, którzy razem z Jephem Loebem, Jimem Chorym i Lis Rowinski będą odpowiadać za produkcję. Schwartz i Savage napisali scenariusz pilota. Poinformowano, że Tamara Becher, która pracowała nad scenariuszem przy serialu Iron Fist jest jedną ze scenarzystek Marvel's Runawys. W maju 2017 roku Hulu oficjalnie zamówiła pierwszy sezon serialu składający się z dziesięciu odcinków z emisja w 2018 roku.
8 stycznia 2018 roku poinformowano, że został zamówiony drugi sezon serialu. Natomiast 24 marca 2019 roku poinformowano, o zamówieniu trzeciego sezonu. 18 listopada 2019 roku poinformowano, że serial zostanie zakończony po trzecim sezonie.

### Casting
Na początku lutego 2017 roku poinformowano, że w głównych rolach wystąpią: Rhenzy Feliz jako Alex Wilder, Lyrica Okano jako Nico Minoru, Virginia Gardner jako Karolina Dean, Ariela Barer jako Gert Yorkes, Gregg Sulkin jako Chase Stein i Allegra Acosta jako Molly Hernandez. Kilka dni później do obsady dołączyli Kip Pardue jako Frank Dean, Ryan Sands jako Geoffrey Wilder, Angel Parker jako Catherine Wilder, Brittany Ishibashi jako Tina Minoru, James Yaegashi jako Robert Minoru, Kevin Weisman jako Dale Yorkes, Brigid Brannagh jako Stacey Yorkes, Annie Wersching jako Leslie Dean, James Marsters jako Victor Stein i Ever Carradine jako Janet Stein, którzy zagrają rodziców głównych bohaterów. 

### Zdjęcia
Zdjęcia do pilota serialu rozpoczęto 10 lutego 2017 roku w Los Angeles pod roboczym tytułem Rugrats, a zakończyły się one 3 marca.

## Odbiór

### Nominacje
| Rok  | Ceremonia     | Kategoria                         | Nominowani | Rezultat  | Przypis |
| ---- | ------------- | --------------------------------- | ---------- | --------- | ------- |
| 2018 | Saturn Awards | Najlepszy serial w nowych mediach | Runaways   | Nominacja | [ 32 ]  |